# Número de Heegner
En teoría de números, un número de Heegner (como lo llaman Conway y Guy) es un entero positivo sin cuadrados {\displaystyle d} tal que el cuerpo cuadrático imaginario {\displaystyle \mathbb {Q} [{\sqrt {-d}}]} tiene número de clase {\displaystyle 1}. De manera equivalente, su anillo de enteros posee una factorización única.
La determinación de tales números es un caso especial del problema del número de clase, con varios resultados sorprendentes en la teoría de números. 
De acuerdo con el teorema de (Baker-)Stark-Heegner, hay exactamente nueve números de Heegner: 
{\displaystyle 1,2,3,7,11,19,43,67,163} . (sucesión A003173 en OEIS)
Gauss conjeturó este resultado y Kurt Heegner lo demostró con algunos defectos menores en 1952. Alan Baker y Harold Stark probaron independientemente el resultado en 1966, y Stark indicó además que el defecto en la prueba de Heegner era menor.

## El polinomio de generación principal de Euler
El polinomio de generación principal de Euler 
{\displaystyle n^{2}-n+41,\,}
que da primos (distintos) para n = 1, ..., 40, está relacionado con el número 163 de Heegner   =   4 · 41 - 1) 
La fórmula de Euler, con {\displaystyle n} tomando los valores entre 1, ... 40 es equivalente a 
{\displaystyle n^{2}+n+41,\,}
con {\displaystyle n} tomando los valores 0, ... 39. Rabinowitz demostró que 
{\displaystyle n^{2}+n+p\,}
da primos para {\displaystyle n=0,\dots ,p-2} si y solo si su discriminante {\displaystyle 1-4p} es el negativo de un número de Heegner. 
(Téngase en cuenta que si {\displaystyle p-1} produce {\displaystyle p^{2}}, entonces {\displaystyle p-2} es un máximo). 1, 2 y 3 no tienen la forma requerida, por lo que los números de Heegner que funcionan son {\displaystyle 7,11,19,43,67,163}, produciendo funciones generadoras principales de la forma de Euler para {\displaystyle 2,3,5,11,17,41}; estos últimos números fueron denominados números afortunados de Euler por el matemático F. Le Lionnais.

## Casi enteros y la constante de Ramanujan
La constante de Ramanujan es el número trascendental {\displaystyle e^{\pi {\sqrt {163}}}}, que es un casi entero, ya que está muy cerca de un entero: 
{\displaystyle e^{\pi {\sqrt {163}}}=262\,537\,412\,640\,768\,743.999\,999\,999\,999\,25\ldots }  {\displaystyle \approx 640\,320^{3}+744.}
Este número fue descubierto en 1859 por el matemático Charles Hermite. En un artículo de 1975 de April Fool en la revista Scientific American, el columnista de la sección "Juegos matemáticos" Martin Gardner hizo la falsa afirmación de que el número era en realidad un número entero, y que el genio matemático indio Srinivasa Ramanujanlo había predicho, y de ahí su nombre.
Esta coincidencia se explica por la multiplicación compleja y la expansión q del j-invariante. 

### Detalle
Brevemente, {\displaystyle j((1+{\sqrt {-d}})/2)} es un entero cuando d es un número de Heegner, y {\displaystyle e^{\pi {\sqrt {d}}}\approx -j((1+{\sqrt {-d}})/2)+744} a través de la q- expansión. 
Si {\displaystyle \tau } es un irracional cuadrático, entonces el j- invariante es un entero algebraico de grado {\displaystyle |{\mbox{Cl}}(\mathbf {Q} (\tau ))|}, el número de clase de {\displaystyle \mathbf {Q} (\tau )} y el polinomio mínimo (entero mónico) que lo satisface se llama 'polinomio de clase de Hilbert'. Así, si la extensión cuadrática imaginaria {\displaystyle \mathbf {Q} (\tau )} tiene la clase número 1 (entonces d es un número de Heegner), el j- invariante es un número entero. 
La expansión q de j, con su expansión de la serie de Fourier escrita como una serie de Laurent en términos de {\displaystyle q=\exp(2\pi i\tau )}, comienza como: 
{\displaystyle j(\tau )={\frac {1}{q}}+744+196\,884q+\cdots .}
Los coeficientes {\displaystyle c_{n}} crecen asintóticamente como {\displaystyle \ln(c_{n})\sim 4\pi {\sqrt {n}}+O(\ln(n))}, y los coeficientes de orden más bajo crecen más lentamente que {\displaystyle 200\,000^{n}}. Entonces, para {\displaystyle q\ll 1/200\,000}, j está muy bien aproximado por sus dos primeros términos. Ajustando {\displaystyle \tau =(1+{\sqrt {-163}})/2} se obtiene {\displaystyle q=-\exp(-\pi {\sqrt {163}})} o equivalentemente, {\displaystyle {\frac {1}{q}}=-\exp(\pi {\sqrt {163}})} . Ahora {\displaystyle j((1+{\sqrt {-163}})/2)=(-640\,320)^{3}}, y entonces 
{\displaystyle (-640\,320)^{3}=-e^{\pi {\sqrt {163}}}+744+O\left(e^{-\pi {\sqrt {163}}}\right).}
O, 
{\displaystyle e^{\pi {\sqrt {163}}}=640\,320^{3}+744+O\left(e^{-\pi {\sqrt {163}}}\right)}
donde el término lineal del error es 
{\displaystyle -196\,884/e^{\pi {\sqrt {163}}}\approx -196\,884/(640\,320^{3}+744)\approx -0.000\,000\,000\,000\,75}
explicando por qué {\displaystyle e^{\pi {\sqrt {163}}}} está tan aproximadamente cercano a ser un número entero. 

## Fórmulas Pi
Los hermanos Chudnovsky descubrieron en 1987 que 
{\displaystyle {\frac {1}{\pi }}={\frac {12}{640\,320^{3/2}}}\sum _{k=0}^{\infty }{\frac {(6k)!(163\cdot 3\,344\,418k+13\,591\,409)}{(3k)!(k!)^{3}(-640\,320)^{3k}}}}
que usa el hecho de que {\displaystyle j\left({\tfrac {1+{\sqrt {-163}}}{2}}\right)=-640\,320^{3}}. Para fórmulas similares, véase la serie de Ramanujan-Sato. 

## Otros números de Heegner
Para los cuatro números más grandes de Heegner, las aproximaciones que se obtienen son las siguientes. 
{\displaystyle {\begin{aligned}e^{\pi {\sqrt {19}}}&\approx 96^{3}+744-0.22\\e^{\pi {\sqrt {43}}}&\approx 960^{3}+744-0.000\,22\\e^{\pi {\sqrt {67}}}&\approx 5\,280^{3}+744-0.000\,0013\\e^{\pi {\sqrt {163}}}&\approx 640\,320^{3}+744-0.000\,000\,000\,000\,75\end{aligned}}}
Alternativamente,
{\displaystyle {\begin{aligned}e^{\pi {\sqrt {19}}}&\approx 12^{3}(3^{2}-1)^{3}+744-0.22\\e^{\pi {\sqrt {43}}}&\approx 12^{3}(9^{2}-1)^{3}+744-0.000\,22\\e^{\pi {\sqrt {67}}}&\approx 12^{3}(21^{2}-1)^{3}+744-0.000\,0013\\e^{\pi {\sqrt {163}}}&\approx 12^{3}(231^{2}-1)^{3}+744-0.000\,000\,000\,000\,75\end{aligned}}}
donde la razón de los cuadrados se debe a ciertas series de Eisenstein. Para números de Heegner {\displaystyle d<19}, no se obtiene un número casi entero; incluso {\displaystyle d=19} no es digno de mención. Los enteros j- invariantes son altamente factorizables, lo que se deduce de {\displaystyle 12^{3}(n^{2}-1)^{3}=(2^{2}\cdot 3\cdot (n-1)\cdot (n+1))^{3}}, forma y factor como 
{\displaystyle {\begin{aligned}j((1+{\sqrt {-19}})/2)&=96^{3}=(2^{5}\cdot 3)^{3}\\j((1+{\sqrt {-43}})/2)&=960^{3}=(2^{6}\cdot 3\cdot 5)^{3}\\j((1+{\sqrt {-67}})/2)&=5\,280^{3}=(2^{5}\cdot 3\cdot 5\cdot 11)^{3}\\j((1+{\sqrt {-163}})/2)&=640\,320^{3}=(2^{6}\cdot 3\cdot 5\cdot 23\cdot 29)^{3}.\end{aligned}}}
Estos números trascendentales, además de estar estrechamente aproximados por enteros (que son simplemente números algebraicos de grado 1), se pueden aproximar estrechamente por números algebraicos de grado 3,
{\displaystyle {\begin{aligned}e^{\pi {\sqrt {19}}}&\approx x^{24}-24.000\,31;\ \ \qquad \qquad \qquad x^{3}-2x-2=0\\e^{\pi {\sqrt {43}}}&\approx x^{24}-24.000\,000\,31;\qquad \qquad \quad x^{3}-2x^{2}-2=0\\e^{\pi {\sqrt {67}}}&\approx x^{24}-24.000\,000\,001\,9;\qquad \qquad x^{3}-2x^{2}-2x-2=0\\e^{\pi {\sqrt {163}}}&\approx x^{24}-24.000\,000\,000\,000\,0011;\quad x^{3}-6x^{2}+4x-2=0\end{aligned}}}
Las raíces de los polinomios de tercer grado se pueden dar exactamente por cocientes de la función eta de Dedekind η(τ), una función modular que implica una raíz 24 y que explica la aparición del número 24 en la aproximación. También se pueden aproximar estrechamente por números algebraicos de grado 4,
{\displaystyle {\begin{aligned}e^{\pi {\sqrt {19}}}&\approx 3^{5}\left(3-{\sqrt {2(1-96/24+1{\sqrt {3\cdot 19}})}}\right)^{-2}-12.000\,06\dots \\e^{\pi {\sqrt {43}}}&\approx 3^{5}\left(9-{\sqrt {2(1-960/24+7{\sqrt {3\cdot 43}})}}\right)^{-2}-12.000\,000\,061\dots \\e^{\pi {\sqrt {67}}}&\approx 3^{5}\left(21-{\sqrt {2(1-5\,280/24+31{\sqrt {3\cdot 67}})}}\right)^{-2}-12.000\,000\,000\,36\dots \\e^{\pi {\sqrt {163}}}&\approx 3^{5}\left(231-{\sqrt {2(1-640\,320/24+2\,413{\sqrt {3\cdot 163}})}}\right)^{-2}-12.000\,000\,000\,000\,000\,21\dots \end{aligned}}}
Si {\displaystyle x} denota la expresión entre paréntesis (p. ej. {\displaystyle x=3-{\sqrt {2(1-96/24+1{\sqrt {3\cdot 19}})}}} ), satisface respectivamente las ecuaciones cuárticas
{\displaystyle {\begin{aligned}&x^{4}-4\cdot 3x^{3}+{\tfrac {2}{3}}(96+3)x^{2}\qquad \quad -{\tfrac {2}{3}}\cdot 3(96-6)x-3=0\\&x^{4}-4\cdot 9x^{3}+{\tfrac {2}{3}}(960+3)x^{2}\ \ \quad \quad -{\tfrac {2}{3}}\cdot 9(960-6)x-3=0\\&x^{4}-4\cdot 21x^{3}+{\tfrac {2}{3}}(5\,280+3)x^{2}\quad \ \;-{\tfrac {2}{3}}\cdot 21(5\,280-6)x-3=0\\&x^{4}-4\cdot 231x^{3}+{\tfrac {2}{3}}(640\,320+3)x^{2}-{\tfrac {2}{3}}\cdot 231(640\,320-6)x-3=0\\\end{aligned}}}
Téngase en cuenta la reaparición de los enteros {\displaystyle n=3,9,21,231} así como el hecho de que 
{\displaystyle {\begin{aligned}&2^{6}\cdot 3(-(1-96/24)^{2}+1^{2}\cdot 3\cdot 19)=96^{2}\\&2^{6}\cdot 3(-(1-960/24)^{2}+7^{2}\cdot 3\cdot 43)=960^{2}\\&2^{6}\cdot 3(-(1-5\,280/24)^{2}+31^{2}\cdot 3\cdot 67)=5\,280^{2}\\&2^{6}\cdot 3(-(1-640\,320/24)^{2}+2413^{2}\cdot 3\cdot 163)=640\,320^{2}\end{aligned}}}
que, con la potencia fraccional apropiada, son precisamente los j-invariantes. 
Similarmente para números algebraicos de grado 6, 
{\displaystyle {\begin{aligned}e^{\pi {\sqrt {19}}}&\approx (5x)^{3}-6.000\,010\dots \\e^{\pi {\sqrt {43}}}&\approx (5x)^{3}-6.000\,000\,010\dots \\e^{\pi {\sqrt {67}}}&\approx (5x)^{3}-6.000\,000\,000\,061\dots \\e^{\pi {\sqrt {163}}}&\approx (5x)^{3}-6.000\,000\,000\,000\,000\,034\dots \end{aligned}}}
donde las x están dadas respectivamente por la raíz apropiada de las ecuaciones séxticas, 
{\displaystyle {\begin{aligned}&5x^{6}-96x^{5}-10x^{3}+1=0\\&5x^{6}-960x^{5}-10x^{3}+1=0\\&5x^{6}-5\,280x^{5}-10x^{3}+1=0\\&5x^{6}-640\,320x^{5}-10x^{3}+1=0\end{aligned}}}
con los j-invariantes apareciendo de nuevo. Estas ecuaciones séxticas no solo son algebraicas, sino que también se pueden resolver en radicales, ya que se convierten en dos cúbicas sobre la extensión {\displaystyle \mathbb {Q} {\sqrt {5}}} (con la primera factorización adicional en dos polinomios cuadráticos). Estas aproximaciones algebraicas se pueden expresar exactamente en términos de cocientes eta de Dedekind. Como ejemplo, sea {\displaystyle \tau =(1+{\sqrt {-163}})/2}, entonces 
{\displaystyle {\begin{aligned}e^{\pi {\sqrt {163}}}&=\left({\frac {e^{\pi i/24}\eta (\tau )}{\eta (2\tau )}}\right)^{24}-24.000\,000\,000\,000\,001\,05\dots \\e^{\pi {\sqrt {163}}}&=\left({\frac {e^{\pi i/12}\eta (\tau )}{\eta (3\tau )}}\right)^{12}-12.000\,000\,000\,000\,000\,21\dots \\e^{\pi {\sqrt {163}}}&=\left({\frac {e^{\pi i/6}\eta (\tau )}{\eta (5\tau )}}\right)^{6}-6.000\,000\,000\,000\,000\,034\dots \end{aligned}}}
donde los cocientes eta son los números algebraicos dados anteriormente. 

## Números de clase 2
Los tres números {\displaystyle 88,148,232}, para los que el cuerpo cuadrático imaginario {\displaystyle \mathbb {Q} [{\sqrt {-d}}]} tiene número de clase {\displaystyle 2}, no se consideran números de Heegner, pero tienen ciertas propiedades similares en términos de casi enteros. Por ejemplo, se tiene que 
{\displaystyle {\begin{aligned}e^{\pi {\sqrt {88}}}+8\,744\approx \quad \quad 2\,508\,952^{2}&-.077\dots \\e^{\pi {\sqrt {148}}}+8\,744\approx \quad 199\,148\,648^{2}&-.000\,97\dots \\\ e^{\pi {\sqrt {232}}}+8\,744\approx 24\,591\,257\,752^{2}&-.000\,0078\dots \\\end{aligned}}}
y 
{\displaystyle {\begin{aligned}e^{\pi {\sqrt {22}}}-24&\approx (6+4{\sqrt {2}})^{6}\quad +.000\,11\dots \\e^{\pi {\sqrt {37}}}{\color {red}+}\,24&\approx (12+2{\sqrt {37}})^{6}-.000\,0014\dots \\e^{\pi {\sqrt {58}}}-24&\approx (27+5{\sqrt {29}})^{6}-.000\,000\,0011\dots \\\end{aligned}}}

## Primos consecutivos
Dado un primo impar p, si se calcula {\displaystyle k^{2}{\pmod {p}}} para {\displaystyle k=0,1,\dots ,(p-1)/2} (esto es suficiente porque {\displaystyle (p-k)^{2}\equiv k^{2}{\pmod {p}}}), se obtienen compuestos consecutivos, seguidos de números primos consecutivos, si y solo si p es un número de Heegner.
Para más detalles, consúltese "Quadratic Polynomials Producing Consecutive Distinct Primes and Class Groups of Complex Quadratic Fields" (Polinomios Cuadráticos que Producen Primos Distintos Consecutivos y Grupos de Clase de Cuerpos Cuadráticos Complejos), de Richard Mollin.